# Pedonides alcochetensis
Pedonides alcochetensis – gatunek skoczogonka z rzędu zrosłopierścieniowe i rodziny Sminthurididae. Jedyny z monotypowego rodzaju Pedonides.
Gatunek i rodzaj opisane zostały w 2010 roku przez Gerharda Bretfelda. Jedynym znanym okazem jest samiec odłowiony w 2002 roku na równinie aluwialnej rzeki Tag w Portugalii, w pobliżu Alcochete.
Skoczogonek ten ma ciało długości 0,6 mm. U wypreparowanego okazu niebieski pigment obecny jest w odnóżach i czułkach oraz kropkach na wierzchu głowy i przednio-grzbietowej części odwłoka. Ciemniejsze pozostały okolice oczu i czwarte człony czułków. Szczecinki na drugim i trzecim członie czułków oraz na dwóch ostatnich parach odnóży silnie zmodyfikowane. Głowa z 6 parami dużych omatidiów. Drugi i trzeci człon czułków z grubymi kolcami i guzkami, dzięki czemu pełnią one, podobnie jak druga para nóg, funkcję czepną. Odnóża zakończone smukłym pazurkiem z małym ząbkiem i empodium, wyposażonym w nić sięgającą poza pazurek. Trzecia para nóg ma stopogoleniach narządy zmysłowe (ang. tibiotarsal organ). Cewka brzuszna z parą dystalnych szczecin. Widełki skokowe z 6 parami normalnych szczecinek na manubrium oraz smukłymi wyrostkami szczytowymi o gładkiej krawędzi zewnętrznej i grubo ząbkowanej krawędzi wewnętrznej.